# آلیو توماس
آلیو توماس (انگلیسی: Olive Thomas؛ ۲۰ اکتبر ۱۸۹۴ – ۱۰ سپتامبر ۱۹۲۰) یک هنرپیشه اهل ایالات متحده آمریکا بود.